# Райтавуо, Арво
Арво Олави Райтавуо (фин. Arvo Olavi Raitavuo; 13 октября 1928, Лаппеэнранта — 23 июля 1997, Лаппеэнранта, Кюми) — финский хоккеист с мячом, защитник. Участник зимних Олимпийских игр 1952 года, серебряный призёр чемпионата мира 1957 года, бронзовый призёр чемпионата мира 1961 года.

## Биография
Арво Райтавуо родился 13 октября 1928 года в финском городе Лаппенэнранта.
Играл в хоккей с мячом на позиции защитника. В 1948—1950 годах выступал за ЛУМ («Лаппеэнраннан Урхелиу Миехет»), в 1951—1964 годах — за «Вейтерю» из Лаппеэнранты. Входил в число лучших игроков «Вейтери» в 1950-е годы. Трижды становился чемпионом Финляндии (1951, 1955, 1957), трижды — серебряным призёром (1953—1954, 1960), пять раз — бронзовым (1952, 1956, 1958—1959, 1961). Провёл в чемпионатах Финляндии не менее 123 матчей, забил 30 мячей.
В 1952 году вошёл в состав сборной Финляндии по хоккею с мячом на зимних Олимпийских играх в Осло, занявшей 3-е место в показательном турнире. Играл на позиции защитника, провёл 1 матч против сборной Норвегии (3:2), мячей не забивал.
Дважды выигрывал медали чемпионата мира — серебряную в 1957 году в Хельсинки и бронзовую в 1961 году в Норвегии.
Умер 23 июля 1997 года в Лаппеэнранте.